# Austin Krajicek
Pour les articles homonymes, voir Krajíček.
Austin Krajicek, né le 16 juin 1990 à Tampa, est un joueur de tennis américain, professionnel depuis 2012.
Jouant principalement en double, il a remporté quatorze titres sur le circuit ATP dont le tournoi de Roland-Garros 2023 et atteint dix-huit autres finales. En 2023, il atteint la première place du classement ATP en double.

## Carrière
En 2022, il s'associe à Ivan Dodig. Ensemble, les deux hommes atteignent la finale de Roland-Garros 2022, puis confirment en 2023 en remportant le Masters 1000 de Monte-Carlo. Ils ne battent pour ce faire aucune tête de série dans le tableau, et disposent en finale des invités Romain Arneodo et Tristan-Samuel Weissborn. Ils passent un cap supplémentaire quelques semaines plus tard, en décrochant la victoire en finale du tournoi de Roland-Garros. Ce succès permet à Krajicek de devenir numéro 1 au classement ATP.
Austin Krajicek est un cousin éloigné du joueur de tennis néerlandais Richard Krajicek.

## Palmarès

### Titres en double messieurs
| 13 titres en double | 1 G. Chelem | 1 G. Chelem | 1 G. Chelem | 1 G. Chelem | 0 Masters | 0 Masters | 0 Masters   | 0 Masters   | 1 Masters 1000 | 1 Masters 1000 | 1 Masters 1000 | 1 Masters 1000 | 4 ATP 500          | 4 ATP 500          | 4 ATP 500          | 4 ATP 500          | 7 ATP 250          | 7 ATP 250          | 7 ATP 250      | 7 ATP 250      | 0 JO           | 0 JO           | 0 JO           | 0 JO           |
| 13 titres en double | 6 sur dur   | 6 sur dur   | 6 sur dur   | 6 sur dur   | 6 sur dur | 6 sur dur | 3 sur gazon | 3 sur gazon | 3 sur gazon    | 3 sur gazon    | 3 sur gazon    | 3 sur gazon    | 4 sur terre battue | 4 sur terre battue | 4 sur terre battue | 4 sur terre battue | 4 sur terre battue | 4 sur terre battue | 0 sur moquette | 0 sur moquette | 0 sur moquette | 0 sur moquette | 0 sur moquette | 0 sur moquette |

| No | Date       | Nom et lieu du tournoi              | Catégorie    | Dotation     | Surface      | Partenaire        | Finalistes                              | Score              |          |
| -- | ---------- | ----------------------------------- | ------------ | ------------ | ------------ | ----------------- | --------------------------------------- | ------------------ | -------- |
| 1  | 15-10-2018 | VTB Kremlin Cup Moscou              | ATP 250      | 912 680 $    | Dur (int.)   | Rajeev Ram        | Max Mirnyi Philipp Oswald               | 7-64, 6-4          | Parcours |
| 2  | 10-06-2019 | Libéma Open Bois-le-Duc             | ATP 250      | 635 750 €    | Gazon (ext.) | Dominic Inglot    | Marcus Daniell Wesley Koolhof           | 6-4, 4-6, [10-4]   | Parcours |
| 3  | 22-07-2019 | BB&T Atlanta Open Atlanta           | ATP 250      | 694 995 $    | Dur (ext.)   | Dominic Inglot    | Bob Bryan Mike Bryan                    | 6-4, 65-7, [11-9]  | Parcours |
| 4  | 08-09-2020 | Generali Open Kitzbühel             | ATP 250      | 542 695 €    | Terre (ext.) | Franko Škugor     | Marcel Granollers Horacio Zeballos      | 7-65, 7-5          | Parcours |
| 5  | 15-05-2022 | Open Parc Auvergne-Rhône-Alpes Lyon | ATP 250      | 534 555 €    | Terre (ext.) | Ivan Dodig        | Máximo González Marcelo Melo            | 6-3, 6-4           | Parcours |
| 6  | 17-10-2022 | Tennis Napoli Cup Naples            | ATP 250      | 612 000 €    | Dur (ext.)   | Ivan Dodig        | Matthew Ebden John Peers                | 6-3, 1-6, [10-8]   | Parcours |
| 7  | 24-10-2022 | Swiss Indoors Basel Bâle            | ATP 500      | 2 135 350 €  | Dur (int.)   | Ivan Dodig        | Nicolas Mahut Édouard Roger-Vasselin    | 6-4, 7-65          | Parcours |
| 8  | 13-02-2023 | ABN Amro Open Rotterdam             | ATP 500      | 2 074 505 €  | Dur (int.)   | Ivan Dodig        | Rohan Bopanna Matthew Ebden             | 7-65, 2-6, [12-10] | Parcours |
| 9  | 09-04-2023 | Rolex Monte-Carlo Masters Monaco    | Masters 1000 | 5 779 335 €  | Terre (ext.) | Ivan Dodig        | Romain Arneodo Tristan-Samuel Weissborn | 6-0, 4-6, [14-12]  | Parcours |
| 10 | 28-05-2023 | Roland-Garros Paris                 | G. Chelem    | 23 115 000 € | Terre (ext.) | Ivan Dodig        | Sander Gillé Joran Vliegen              | 6-3, 6-1           | Parcours |
| 11 | 19-06-2023 | Cinch Championships Londres         | ATP 500      | 2 195 175 €  | Gazon (ext.) | Ivan Dodig        | Taylor Fritz Jiří Lehečka               | 6-4, 65-7, [10-3]  | Parcours |
| 12 | 28-09-2023 | China Open Pékin                    | ATP 500      | 3 633 875 $  | Dur (ext.)   | Ivan Dodig        | Wesley Koolhof Neal Skupski             | 612-7, 6-3, [10-5] | Parcours |
| 13 | 09-06-2021 | MercedesCup Stuttgart               | ATP 250      | 751 630 €    | Gazon (ext.) | Santiago González | Alex Michelsen Rajeev Ram               | 6-6, 6-4           | Parcours |

### Finales en double messieurs
| No | Date       | Nom et lieu du tournoi                                                | Catégorie     | Dotation     | Surface      | Vainqueurs                               | Partenaire            | Score             |          |
| -- | ---------- | --------------------------------------------------------------------- | ------------- | ------------ | ------------ | ---------------------------------------- | --------------------- | ----------------- | -------- |
| 1  | 04-01-2016 | Aircel Chennai Open Chennai                                           | ATP 250       | 425 535 $    | Dur (ext.)   | Oliver Marach Fabrice Martin             | Benoît Paire          | 6-3, 7-5          | Parcours |
| 2  | 05-02-2018 | Ecuador Open Quito                                                    | ATP 250       | 501 345 $    | Terre (ext.) | Hans Podlipnik-Castillo Nicolás Jarry    | Jackson Withrow       | 7-66, 6-3         | Parcours |
| 3  | 24-09-2018 | Chengdu Open Chengdu                                                  | ATP 250       | 1 070 040 $  | Dur (ext.)   | Ivan Dodig Mate Pavić                    | Jeevan Nedunchezhiyan | 6-2, 6-4          | Parcours |
| 4  | 25-02-2019 | Abierto Mexicano Telcel por HSBC Acapulco                             | ATP 500       | 1 780 060 $  | Dur (ext.)   | Alexander Zverev Mischa Zverev           | Artem Sitak           | 2-6, 7-64, [10-5] | Parcours |
| 5  | 29-07-2019 | Abierto Mexicano de Tenis Mifel presentado por Cinemex Cabo San Lucas | ATP 250       | 762 455 $    | Dur (ext.)   | Romain Arneodo Hugo Nys                  | Dominic Inglot        | 7-5, 5-7, [16-14] | Parcours |
| 6  | 12-07-2021 | Hall of Fame Open Newport                                             | ATP 250       | 466 870 $    | Gazon (ext.) | William Blumberg Jack Sock               | Vasek Pospisil        | 6-2, 7-63         | Parcours |
| 7  | 15-08-2021 | Western & Southern Open Cincinnati                                    | Masters 1000  | 3 028 140 $  | Dur (ext.)   | Marcel Granollers Horacio Zeballos       | Steve Johnson         | 7-65, 7-65        | Parcours |
| 8  | 22-08-2021 | Winston-Salem Open Winston-Salem                                      | ATP 250       | 717 955 $    | Dur (ext.)   | Marcelo Arévalo Matwé Middelkoop         | Ivan Dodig            | 65-7, 7-5, [10-6] | Parcours |
| 9  | 24-05-2022 | Roland-Garros Paris                                                   | G. Chelem     | 21 256 800 € | Terre (ext.) | Marcelo Arévalo Jean-Julien Rojer        | Ivan Dodig            | 64-7, 7-65, 6-3   | Parcours |
| 10 | 01-08-2022 | Citi Open Washington                                                  | ATP 500       | 1 953 285 $  | Dur (ext.)   | Nick Kyrgios Jack Sock                   | Ivan Dodig            | 7-5, 6-4          | Parcours |
| 11 | 10-10-2022 | UniCredit Firenze Open Florence                                       | ATP 250       | 612 000 €    | Dur (int.)   | Nicolas Mahut Édouard Roger-Vasselin     | Ivan Dodig            | 7-64, 6-3         | Parcours |
| 12 | 31-10-2022 | Rolex Paris Masters Paris                                             | Masters 1000  | 5 415 410 €  | Dur (int.)   | Wesley Koolhof Neal Skupski              | Ivan Dodig            | 7-65, 6-4         | Parcours |
| 13 | 09-01-2023 | Adelaide International 2 Adélaïde                                     | ATP 250       | 642 735 $    | Dur (ext.)   | Marcelo Arévalo Jean-Julien Rojer        | Ivan Dodig            | Forfait           | Parcours |
| 14 | 22-03-2023 | Miami Open presented by Itaú Miami                                    | Masters 1000  | 8 800 000 $  | Dur (ext.)   | Santiago González Édouard Roger-Vasselin | Nicolas Mahut         | 7-64, 7-5         | Parcours |
| 15 | 26-06-2023 | Rothesay International Eastbourne                                     | ATP 250       | 723 655 €    | Gazon (ext.) | Nikola Mektić Mate Pavić                 | Ivan Dodig            | 6-4, 6-2          | Parcours |
| 16 | 26-02-2024 | Dubai Duty Free Tennis Championships Dubaï                            | ATP 500       | 2 941 785 $  | Dur (ext.)   | Tallon Griekspoor Jan-Lennard Struff     | Ivan Dodig            | 6-4, 4-6, [10-6]  | Parcours |
| 17 | 20-03-2024 | Miami Open presented by Itaú Miami                                    | Masters 1000  | 8 995 555 $  | Dur (ext.)   | Rohan Bopanna Matthew Ebden              | Ivan Dodig            | 63-7, 6-3, [10-6] | Parcours |
| 18 | 27-07-2024 | Summer Olympic Tennis Event Paris                                     | J. olympiques | NC $         | Terre (ext.) | Matthew Ebden · John Peers               | Rajeev Ram            | 6-7, 7-61, [10-8] | Parcours |

## Parcours dans les tournois duGrand Chelem

### En simple
| Année | Open d'Australie | Open d'Australie | Internationaux de France | Internationaux de France | Wimbledon | Wimbledon | US Open         | US Open         |
| ----- | ---------------- | ---------------- | ------------------------ | ------------------------ | --------- | --------- | --------------- | --------------- |
| 2008  | —                | —                | —                        | —                        | —         | —         | 1er tour (1/64) | Agustín Calleri |
|       |                  |                  |                          |                          |           |           |                 |                 |
| 2015  | —                | —                | —                        | —                        | —         | —         | 2e tour (1/32)  | Kevin Anderson  |
| 2016  | 2e tour (1/32)   | Kei Nishikori    | —                        | —                        | —         | —         | —               | —               |

N.B. : sous le résultat se trouve le nom de l’ultime adversaire.

### En double messieurs
| Année | Open d'Australie                                                                            | Open d'Australie                                                                           | Internationaux de France                                                               | Internationaux de France                                                                 | Wimbledon                                                                                   | Wimbledon                                                                               | US Open                                                                               | US Open |
| ----- | ------------------------------------------------------------------------------------------- | ------------------------------------------------------------------------------------------ | -------------------------------------------------------------------------------------- | ---------------------------------------------------------------------------------------- | ------------------------------------------------------------------------------------------- | --------------------------------------------------------------------------------------- | ------------------------------------------------------------------------------------- | ------- |
| 2011  | —                                                                                           | —                                                                                          | —                                                                                      | —                                                                                        | —                                                                                           | —                                                                                       | 1er tour (1/32) Jeff Dadamo \|\| style="text-align:left;" \| J. S. Cabal Robert Farah |         |
|       |                                                                                             |                                                                                            |                                                                                        |                                                                                          |                                                                                             |                                                                                         |                                                                                       |         |
| 2013  | —                                                                                           | —                                                                                          | —                                                                                      | —                                                                                        | —                                                                                           | —                                                                                       | 2e tour (1/16) Denis Kudla \|\| style="text-align:left;" \| Pablo Cuevas H. Zeballos  |         |
| 2014  | —                                                                                           | —                                                                                          | —                                                                                      | —                                                                                        | 2e tour (1/16) Donald Young \|\| style="text-align:left;" \| Pablo Cuevas David Marrero     | 1er tour (1/32) J.-P. Smith \|\| style="text-align:left;" \| Bradley Klahn Tim Smyczek  |                                                                                       |         |
| 2015  | 2e tour (1/16) Donald Young \|\| style="text-align:left;" \| Pablo Cuevas David Marrero     | 2e tour (1/16) Donald Young \|\| style="text-align:left;" \| R. Bopanna Florin Mergea      | —                                                                                      | —                                                                                        | 1er tour (1/32) N. Monroe \|\| style="text-align:left;" \| R. Bopanna Florin Mergea         |                                                                                         |                                                                                       |         |
| 2016  | 2e tour (1/16) Donald Young \|\| style="text-align:left;" \| Ivan Dodig Marcelo Melo        | —                                                                                          | —                                                                                      | —                                                                                        | —                                                                                           | 1er tour (1/32) R. Harrison \|\| style="text-align:left;" \| Feliciano López Marc López |                                                                                       |         |
| 2017  | —                                                                                           | —                                                                                          | —                                                                                      | —                                                                                        | —                                                                                           | —                                                                                       | 2e tour (1/16) J. Withrow \|\| style="text-align:left;" \| Oliver Marach Mate Pavić   |         |
| 2018  | —                                                                                           | —                                                                                          | —                                                                                      | —                                                                                        | 1er tour (1/32) Nedunchezhiyan \|\| style="text-align:left;" \| Sander Arends M. Middelkoop | 1/4 de finale T. Sandgren \|\| style="text-align:left;" \| Łukasz Kubot Marcelo Melo    |                                                                                       |         |
| 2019  | 2e tour (1/16) Artem Sitak \|\| style="text-align:left;" \| Ryan Harrison Sam Querrey       | 1er tour (1/32) Artem Sitak \|\| style="text-align:left;" \| Hsieh C.-p. C. Rungkat        | 1er tour (1/32) Dominic Inglot \|\| style="text-align:left;" \| Jaume Munar C. Norrie  | 2e tour (1/16) É. Roger-Vasselin \|\| style="text-align:left;" \| Jack Sock J. Withrow   |                                                                                             |                                                                                         |                                                                                       |         |
| 2020  | 1/8 de finale Franko Škugor \|\| style="text-align:left;" \| S. González Ken Skupski        | 2e tour (1/16) Franko Škugor \|\| style="text-align:left;" \| Pablo Cuevas Feliciano López | Annulé                                                                                 | Annulé                                                                                   | 1er tour (1/16) Franko Škugor \|\| style="text-align:left;" \| Rajeev Ram Joe Salisbury     |                                                                                         |                                                                                       |         |
| 2021  | —                                                                                           | —                                                                                          | 2e tour (1/16) T. Sandgren \|\| style="text-align:left;" \| Sander Gillé Joran Vliegen | 1er tour (1/32) T. Sandgren \|\| style="text-align:left;" \| Lloyd Harris Alexei Popyrin | 2e tour (1/16) Dominic Inglot \|\| style="text-align:left;" \| Evan King Hunter Reese       |                                                                                         |                                                                                       |         |
| 2022  | 2e tour (1/16) Sam Querrey \|\| style="text-align:left;" \| Kevin Krawietz Andreas Mies     | Finale Ivan Dodig                                                                          | M. Arévalo J.-J. Rojer                                                                 | 1/8 de finale Ivan Dodig \|\| Forfait                                                    | 2e tour (1/16) Ivan Dodig \|\| style="text-align:left;" \| A. Behar G. Escobar              |                                                                                         |                                                                                       |         |
| 2023  | 1er tour (1/32) Ivan Dodig \|\| style="text-align:left;" \| N. Sriram Balaji Nedunchezhiyan | Victoire Ivan Dodig                                                                        | Sander Gillé Joran Vliegen                                                             | 2e tour (1/16) Ivan Dodig \|\| style="text-align:left;" \| R. Galloway Lloyd Harris      | 1/2 finale Ivan Dodig \|\| style="text-align:left;" \| Rajeev Ram J. Salisbury              |                                                                                         |                                                                                       |         |
| 2024  | 2e tour (1/16) Ivan Dodig \|\| style="text-align:left;" \| N. Čačić D. Molchanov            | 2e tour (1/16) Ivan Dodig \|\| style="text-align:left;" \| P. Tsitsipás S. Tsitsipás       | 1er tour (1/32) Ivan Dodig \|\| style="text-align:left;" \| N. Barrientos F. Cabral    | 2e tour (1/16) J-J. Rojer \|\| style="text-align:left;" \| Y. Bhambri A. Olivetti        |                                                                                             |                                                                                         |                                                                                       |         |

N.B. : le nom du partenaire se trouve sous le résultat ; les noms des ultimes adversaires se trouvent à droite.

### En double mixte
| Année | Open d'Australie                                                                           | Open d'Australie                                                                    | Internationaux de France                                                                     | Internationaux de France                                                    | Wimbledon                                                                             | Wimbledon                                                                                | US Open                                                                                   | US Open |
| ----- | ------------------------------------------------------------------------------------------ | ----------------------------------------------------------------------------------- | -------------------------------------------------------------------------------------------- | --------------------------------------------------------------------------- | ------------------------------------------------------------------------------------- | ---------------------------------------------------------------------------------------- | ----------------------------------------------------------------------------------------- | ------- |
| 2013  | —                                                                                          | —                                                                                   | —                                                                                            | —                                                                           | —                                                                                     | —                                                                                        | 1er tour (1/16) Melanie Oudin \|\| style="text-align:left;" \| Anabel Medina Bruno Soares |         |
|       |                                                                                            |                                                                                     |                                                                                              |                                                                             |                                                                                       |                                                                                          |                                                                                           |         |
| 2019  | —                                                                                          | —                                                                                   | 1/8 de finale Darija Jurak \|\| style="text-align:left;" \| Nadiia Kichenok A.-U.-H. Qureshi | —                                                                           | —                                                                                     | 1er tour (1/16) A. Muhammad \|\| style="text-align:left;" \| Demi Schuurs Henri Kontinen |                                                                                           |         |
| 2020  | 1er tour (1/16) L. Kichenok \|\| style="text-align:left;" \| Nadiia Kichenok Rohan Bopanna | Annulé                                                                              | Annulé                                                                                       | Annulé                                                                      | Annulé                                                                                | Annulé                                                                                   | Annulé                                                                                    |         |
| 2021  | —                                                                                          | —                                                                                   | —                                                                                            | —                                                                           | 1er tour (1/32) S. Santamaria \|\| style="text-align:left;" \| V. Williams N. Kyrgios | 1/2 finale J. Pegula \|\| style="text-align:left;" \| D. Krawczyk J. Salisbury           |                                                                                           |         |
| 2022  | 1er tour (1/16) J. Pegula \|\| style="text-align:left;" \| M. Ninomiya A.-U.-H. Qureshi    | 1er tour (1/16) J. Pegula \|\| style="text-align:left;" \| D. Schuurs M. Middelkoop | 1er tour (1/16) A. Guarachi \|\| style="text-align:left;" \| E. Shibahara J.-J. Rojer        | 2e tour (1/8) J. Pegula \|\| style="text-align:left;" \| S. Stosur M. Ebden |                                                                                       |                                                                                          |                                                                                           |         |
| 2023  | 1er tour (1/16) J. Pegula \|\| style="text-align:left;" \| B. Mattek-Sands Mate Pavić      | 1er tour (1/16) J. Pegula \|\| style="text-align:left;" \| E. Lechemia A. Olivetti  | —                                                                                            | —                                                                           | Finale J. Pegula                                                                      | A. Danilina H. Heliövaara                                                                |                                                                                           |         |
| 2024  |                                                                                            |                                                                                     |                                                                                              |                                                                             |                                                                                       |                                                                                          | 1er tour (1/16) Chan H.-c. \|\| style="text-align:left;" \| B. Krejčíková M. Ebden        |         |

N.B. : le nom de la partenaire se trouve sous le résultat ; les noms des ultimes adversaires se trouvent à droite.

## Participation auMasters

### En double
| Année | Ville | Surface    | Partenaire | Résultats | Résultat final    |
| ----- | ----- | ---------- | ---------- | --------- | ----------------- |
| 2022  | Turin | Dur (int.) | Ivan Dodig | 0v, 3d    | Éliminé en poules |
| 2023  | Turin | Dur (int.) | Ivan Dodig | 1v, 2d    | Éliminé en poules |

## Classements ATP en fin de saison
| Année          | 2007 | 2008 | 2009 | 2010 | 2011 | 2012 | 2013 | 2014 | 2015 | 2016 | 2017 | 2018 | 2019 | 2020 | 2021 | 2022 | 2023 |
| Rang en simple | 990  | 1040 | 926  | 688  | 756  | 339  | 242  | 152  | 105  | 252  | 265  | 808  | –    | –    | –    | –    | –    |
| Rang en double | –    | 1205 | 832  | 1413 | 382  | 146  | 104  | 69   | 83   | 112  | 126  | 41   | 42   | 41   | 40   | 10   | 1    |

Source : (en) Classements de Austin Krajicek sur le site officiel de la Fédération internationale de tennis